# Haluzice
Haluzice és un poble i municipi d'Eslovàquia que es troba a la regió de Trenčín.

## Història
La primera menció escrita de la vila es remunta al 1398.

## Demografia
| Godina             | 1994 | 2004    | 2014    | 2024    |
| ------------------ | ---- | ------- | ------- | ------- |
| Nombre de persones | 77   | 55      | 68      | 94      |
| Diferència         |      | −28,57% | +23,63% | +38,23% |

| Godina             | 2023 | 2024   |
| ------------------ | ---- | ------ |
| Nombre de persones | 95   | 94     |
| Diferència         |      | −1,05% |